# Отарсултанов, Джамал Султанович
Джама́л Султа́нович Отарсулта́нов (14 апреля 1987, с. Солнечное, Хасавюртовский район, Дагестанская АССР, РСФСР, СССР) — российский борец вольного стиля, олимпийский чемпион 2012 года в категории до 55 кг, чемпион Европы 2008, 2011 и 2012 годов, чемпион России 2012 года, Заслуженный мастер спорта России. Член сборной команды России с 2005 года.

## Биография
Джамал Отарсултанов родился 14 апреля 1987 года в села Солнечное Хасавюртовского района. Чеченец. Студент Московской государственной академии физической культуры.

## Спортивные достижения
- Чемпионат России по вольной борьбе 2005 — ;
- Чемпионат России по вольной борьбе 2006 — ;
- Межконтинентальный Кубок ЦСКА 2007 — ;
- Чемпионат России по вольной борьбе 2007 — ;
- Чемпионат России по вольной борьбе 2008 — ;
- Гран-При Иван Ярыгин 2008 — ;
- Гран-При Иван Ярыгин 2009 — ;
- Чемпионат России по вольной борьбе 2010 — ;
- Чемпионат России по вольной борьбе 2011 — ;
- Гран-При Иван Ярыгин 2011 — ;
- Гран-При Иван Ярыгин 2012 — ;
- Чемпионат России по вольной борьбе 2012 — ;
- Кубок Европейских наций 2013 (команда) — ;
- Гран-При Иван Ярыгин 2014 — ;
- Гран-При Иван Ярыгин 2015 — ;
- Чемпионат России по вольной борьбе 2015 — ;
- Чемпионат России по вольной борьбе 2016 — ;

## Награды
- Орден Дружбы (13 августа 2012) — за большой вклад в развитие физической культуры и спорта, высокие спортивные достижения на Играх XXX Олимпиады 2012 года в городе Лондоне (Великобритания)[3].
- Заслуженный мастер спорта России (20 августа 2012)[4].
- Почётный знак «За трудовое отличие» (10 февраля 2024) — за особые вклад в развитие физической культуры и спорта Чеченской Республики, выдающиеся спортивные достижения, получившие широкую известность